# Dasineura meliloti
Dasineura meliloti är en tvåvingeart som först beskrevs av Ephraim Porter Felt 1907.  Dasineura meliloti ingår i släktet Dasineura och familjen gallmyggor.
Artens utbredningsområde är New York. Inga underarter finns listade i Catalogue of Life.